# 高咄固
高咄固（3世纪—293年），高句丽西川王高藥盧的儿子。高咄固官居古鄒加。293年九月，他哥哥烽上王高相夫以高咄固有叛乱之意，赐死了咄固。咄固之子，高乙弗逃出王宫，仓助利后来立高乙弗为美川王。